# وليام مورنر
وليام إسكو مورنر (بالإنجليزية: William E. Moerner)‏ مواليد 24 يونيو 1953 في بليسانتون، ألاميدا، كاليفورنيا عالم في الكيمياء الفيزيائية والفيزياء الكيميائية ويعمل حالياً على فيزياء حيوية ، درس المرحلة الثانوية في مدرسة توماس جيفرسون في سان أنطونيو، تكساس ثم ارتاد جامعة واشنطن في سانت لويس، حقق انجازات علمية مميزة، وفي عام 2014 حصل على جائزة نوبل في الكيمياء بالمشاركة مع ستيفان هيل لتطويرهم المجهر الفلوري ذو الدقة العالية.

## وصلات خارجية
- وليام مورنر على موقع IMDb (الإنجليزية)
- وليام مورنر على موقع الموسوعة البريطانية (الإنجليزية)
- وليام مورنر على موقع مونزينجر (الألمانية)
- chemistry.stanford.edu/faculty